# Eden Atwood
Eden Atwood (Memphis (Tennessee), 11 januari 1969) is een Amerikaanse jazzzangeres, actrice en voorspreekster voor de burgerrechten van interseksuele mensen.

## Biografie
Eden Atwood is de dochter van Helen Guthrie Miller en Hubbard 'Hub' Atwood, een componist en arrangeur voor Frank Sinatra, Nat King Cole en anderen. Bovendien is ze de kleindochter van de schrijver A.B. Guthrie jr. Na de scheiding van haar ouders verhuisde ze met haar moeder op 5-jarige leeftijd naar Montana. Ze studeerde toneelkunst aan de University of Montana in Missoula en muziek aan het American Conservatory of Music in Chicago, werkte als model, als actrice en als jazzzangeres in plaatselijke clubs. In 1992 bracht ze haar debuutalbum Today! uit bij Southport Records. Op 23-jarige leeftijd tekende Atwood een platencontract bij Concord Records. Kort daarna verscheen het album No One Ever Tells You (1992). Het album There Again (1994) nam ze samen op met Marian McPartland. In totaal zijn tot dusver 13 muziekalbums van haar verschenen.
Eden Atwood maakte in december 2013 haar Master of Social Work aan de Walla Walla University in Washington D.C. Ze woont in Missoula.

## Interseksualiteit
Eden Atwood werd geboren met het androgeenongevoeligheidssyndroom (AOS). Dit is een interseksueel geaardheidskenmerk, dat optreedt bij ongeveer een op 20.000 personen. Bij een persoon met volledige AOS kunnen de lichaamscellen niet reageren op androgenen of mannelijke hormonen. Eden besprak haar leven als vrouw met AOS voor de eerste keer openbaar met Bill Kohlhaase (Finding Eden: A Singer's Journey) in de albumnotities van haar in 2002 verschenen album Waves: The Bossa Nova Session (2002, GrooveNote Records).

## Discografie
- 1992: Today! (Southport)
- 1992: No One Ever Tells You (Concord Records)
- 1993: Cat on a Hot Tin Roof (Concord Records)
- 1994: There Again (Concord Records)
- 1996: A Night in the Life (Concord Records)
- 1996: Wild Women Don't Get the Blues: Eden Atwood and The Last Best Band (eigen productie)
- 2002: The Girl From Ipanema: Jeremy Monteiro & Friends with Special Guest Star, Eden Atwood (Sangaji Records)
- 2002: My Ideal (Sangaji Records)
- 2002: Waves: The Bossa Nova Session (GrooveNote Records)
- 2004: This Is Always: The Ballad Session (GrooveNote Records)
- 2010: Turn Me Loose (SSJ Records)
- 2010: Like Someone In Love (SSJ Records)
- 2013: Angel Eyes (SSJ Records)

- Gemeinsame Normdatei: 134837843
- International Standard Name Identifier: 0000 0000 5550 6173
- Library of Congress Control Number: no98016997
- MusicBrainz: ab45697a-6dac-4082-bd4c-a67700f3ba95
- Virtual International Authority File: 19291322
- WorldCat: E39PBJdCtCmpdpRPy9gfhjmPQq